# Andreas Strand (sciatore)
Andreas Strand (12 maggio 1998) è un ex sciatore alpino norvegese.

## Biografia
Slalomista puro attivo dal novembre del 2014, in Coppa Europa Andreas Strand ha esordito il 29 novembre 2019 a Funäsdalen (46º), ha conquistato il miglior risultato il 20 gennaio 2022 a Vaujany (18º) e ha preso per l'ultima volta il via il 15 marzo 2022 a Soldeu, senza completare la prova; si è ritirato al termine di quella stessa stagione 2021-2022 e la sua ultima gara in carriera è stata uno slalom speciale FIS disputato il 23 aprile a Hemsedal. Non ha debuttato in Coppa del Mondo e non ha preso parte a rassegne olimpiche o iridate.

## Palmarès

### Coppa Europa
- Miglior piazzamento in classifica generale: 178º nel 2022

### Campionati norvegesi
- 1 medaglia:
  - 1 bronzo (slalom speciale nel 2020)